# گابریل مارکجیانی
گابریل مارکجیانی (انگلیسی: Gabriele Marchegiani؛ زادهٔ ۳ ژوئن ۱۹۹۶) بازیکن فوتبال است.
از باشگاه‌هایی که در آن بازی کرده‌است می‌توان به باشگاه فوتبال اسپال اشاره کرد.
وی همچنین در تیم ملی فوتبال زیر ۱۶ سال ایتالیا بازی کرده‌است.